# Fritz Wilhelm Lürmann
Fritz Wilhelm Lürmann  (* 31. Mai 1834 Alexanderhöhe bei Iserlohn; † 24. Juni 1919 in Osnabrück) war ein Hütteningenieur.

## Familie
Fritz Lürmann war ein Sohn von Friedrich Wilhelm Lürmann (1785–1867), Großkaufmann und seit 1850 1. Sekretär der Handelskammer Iserlohn, und seiner Ehefrau Ulrike Lecke (1794–1881), Tochter des Justizkommissars Franz Arnold Lecke. Er heiratete 1859 Clara Schemmann (1839–1918). Das Paar hatte zwei Töchter und drei Söhne,  u. a. Fritz (1865–1914), Hüttentechniker.

## Leben
Aufgewachsen in Iserlohn, absolvierte der Sohn eines Großkaufmanns seit 1850 den zweijährigen Kurs an der Gewerbeschule in Halberstadt, wo ein Freund des Vaters Chemie lehrte. Nach zweijährigem Studium am Kgl. Gewerbeinstitut in Berlin-Charlottenburg, konnte Lürmann auf Empfehlung des Professors für Chemie Carl Rammelsberg eine mit 500 Talern Jahresgehalt dotierte Anfangsstellung bei der Firma „Born, Lehrkind & Co.“ antreten, die in Haßlinghausen bei Schwelm den Bau eines neuen Hochofenwerks vorbereitete. Zunächst mit chemischen Analysen beschäftigt, wurde er auch am Hochofenbau
beteiligt und unternahm im Auftrag der Firma eine Studienreise durch die Bergbau und Hüttenreviere Belgiens, Nordfrankreichs und des Saargebiets. Der 1856 gegründete Georgs-Marien-Bergwerks- und Hüttenverein, der unter dem Protektorat und mit Finanzhilfe des hannoverschen Königshauses die Verhüttung der Erzvorkommen des Osnabrücker Landes betreiben sollte, verpflichtete Lürmann Anfang 1857 als Betriebsleiter für die zu errichtende Hochofenanlage. Er machte vor allem mit einer Konstruktion einer Vorrichtung zum kontinuierlichen Schlackenabfluss aus dem Hochofen, der sog. „Lürmannschen Schlackenform“ von sich reden.
Ein Schlaglicht auf die restriktive Politik der Patenterteilung seitens der preußischen Behörden wirft die Ablehnung des Patentschutzes für seine Entwicklung; dennoch setzte sich diese Erfindung, die aufgrund der nunmehr geschlossenen Brust des Ofens einen störungsfreieren, auch Arbeitskraft einsparenden Betrieb
ermöglichte, auch in anderen Hüttenwerken durch. 1873 verließ er die „Georgsmarienhütte“. Ein Angebot, die Leitung des neuerrichteten Stahlwerks in Osnabrück zu übernehmen, schlug er ebenso aus wie ähnliche Positionen in auswärtigen Hüttenwerken.
1875 gründete er mit Freunden in Alstedde bei Ibbenbüren einen eigenen Betrieb zur Herstellung
von Ziegelsteinen aus granulierter Hochofenschlacke, die von der Georgsmarienhütte bezogen wurden. Das Unternehmen florierte, bis die Schlackenlieferungen eingestellt werden und die Georgsmarienhütte selbst ab 1891 die Produktion der grauen Mauersteine aufnahm. Mit dem seit 1873 an der Natruper Str. 15 in Osnabrück bestehenden „Hüttentechnischen Bureaux Fritz W. Lürmann“ war Lürmann freiberuflich als Planer und Konstrukteur, Gutachter, Agent und Vertreter für (auch ausländische) hüttentechnische Neuentwicklungen tätig. Er konnte sein Büro auf Dauer etablieren. Die weiter expandierende Eisen und Stahlerzeugung und -Verarbeitung mit ihrem Bedürfnis nach zeitlich begrenzter, jeweils fortschrittlichster Ingenieurarbeit bei der Planung von Produktionsanlagen bzw. deren Modernisierung erlaubte dem Hüttentechniker die selbständige Existenz. 1903 verlegte er das Büro nach Berlin. Zusammen mit seinem Sohn Fritz (seit 1906) wickelte er insgesamt ca. 50 Aufträge (u. a. aus Ungarn, Russland, Japan) zur Planung kompletter Hochofenbetriebe ab.
Daneben lieferte er Pläne für 83 einzelne Hochöfen, außerdem Pläne und Versuchsanlagen zur optimierten Verkokung sowie zur Verwendung von Hochofengasen für den Betrieb von Gasmaschinen.

## Schriften
- Lebensbeschreibung des Hütteningenieurs Dr. ing. E. h. Fritz W. Lürmann in Osnabrück. J.G. Kisling, Osnabrück 1919.

## Ehrungen
- Staatsmedaille für gewerbliche Leistungen
- 1903  verlieh ihm die Technische Hochschule Berlin den Titel eines Doktor-Ingenieurs E. h.
- 1909 Honorary Vice President des Iron and Steel Institut in London.